# Lammertaler Urwald
Koordinaten: 47° 29′ 45″ N, 13° 21′ 30″ O
Der Lammertaler Urwald ist ein Waldgebiet im Lammertal, Land Salzburg, von dem man sagt, dort stünden die höchsten Bäume Österreichs.

## Lage und Landschaft
Der Lammertaler Urwald befindet sich an der Südabdachung des Tennengebirges, unweit Lungötz, am Hofschoberberg, einem südlichen Vorberg des Gebirgstocks, gegen das oberste Lammertal hin. Er steht oberhalb von Lammerthal im Gemeindegebiet von St. Martin am Tennengebirge.

## Das Waldgebiet
Am Südrand des Tennengebirgs herrschen regional sehr günstige Wuchsbedingungen. Außerdem wurde das Waldstück wegen seiner Lage nie intensiv forstwirtschaftlich genutzt, sondern die Schutzwaldfunktion für die darunterliegende Ansiedlung Hofhaus/Spießhof vorrangig gesehen. Weiters schloss bis 2022 westlich der Truppenübungsplatz Aualm an, der eine forstwegliche Erschließung des Hofschoberbergs verhinderte.
Dadurch konnte sich auf etwa 10 Hektar ein natürlicher Plenterwald ausbilden, dessen älteste Bäume auf etwa 300–350 Jahre geschätzt werden.
Bekannteste Bäume des Waldstücks sind:
- die Große Buche (Mutter des Waldes), eine 300-jährige Rotbuche
- der Lammertaler Wächter, eine Tanne mit 44 m Höhe, über 160 cm Stockdurchmesser, 5,60–5,80 m Brusthöhenumfang und 46 Festmeter Holzvolumen[5]
- die Alte Tax,[6] eine Fichte mit 48 m Höhe und 42 Festmeter[5]

## Naturschutz und Erschließung
Das Waldgebiet ist vorerst nur als Teil des Landschaftsschutzgebiets Tennengebirge geschützt, eine explizite Ausweisung steht aus. In der Biotopkartierung, wo er als Fichten-Tannen-Buchenwald am Hofschoberberg (BKz. 553120123, 5,2 ha) und Mischwald im (Nord-)Osten der Aualm (BKz. 553120072, 6,6 ha) erfasst ist, wurde ein Schutz das Ostteiles als Naturwaldreservat empfohlen.
Der Wald ist von Lammertal herauf unschwer erreichbar.
Der etwa 8 km lange Baumwanderweg von St. Martin verbindet den Bergahorn auf der Seireralm (geschütztes Naturgebilde), die Eibe im Ortsteil Schoberberg, das Haranger-Moos, den Tannenstrauch (ebenfalls geschütztes Naturgebilde) und den Lammertaler Urwald.

## Nachweise
1. ↑  Michael Minichberger: Bundesheer ist Übungsplatz Aualm jetzt endgültig los. In: Salzburger Nachrichten. 18. August 2022, abgerufen am 26. Februar 2025.
2. 1 2  Lammertaler Urwald. In: Salzburger Nachrichten: Salzburgwiki.
3. ↑  Franziska Lipp: Beste Aussichten im Salzburger Land: Von den hohen Tauern bis ins Salzkammergut. Gmeiner-Verlag, 2014, ISBN 978-3-8392-4400-5, 6 Das Große Grün. Lammertaler Urwald – Lungötz, S. 37 (eingeschränkte Vorschau in der Google-Buchsuche).
4. 1 2  Lammertaler Urwald in St. Martin am Tennengebirge – Größte Bäume Österreichs am Themenweg im Salzburger Land, tennengau.com
5. 1 2  Karlheinz Mandler: Baumriesen im Lammertal. In: Land Salzburg (Hrsg.): NaturLand Salzburg. Heft 2 • 2003. Salzburg 2003, S. 17 f. (pdf, landversand.salzburg.gv.at, dort S. 18 f). pdf (Memento des Originals vom 7. Mai 2014 im Internet Archive)  Info: Der Archivlink wurde automatisch eingesetzt und noch nicht geprüft. Bitte prüfe Original- und Archivlink gemäß Anleitung und entferne dann diesen Hinweis.
6. ↑  Tax ist ein altes regionales Wort für Nadelbäume, vergl. Taxenbach, das sich aus lateinisch taxus, heute botanisch für Eiben, herleitet.
7. ↑  Fi-Ta-Bu-Wald am Hofschoberberg (im W) (Memento des Originals vom 8. Mai 2014 im Internet Archive)  Info: Der Archivlink wurde automatisch eingesetzt und noch nicht geprüft. Bitte prüfe Original- und Archivlink gemäß Anleitung und entferne dann diesen Hinweis. und Mischwald im (N)O der Aualm (Tüpl.) (Memento des Originals vom 8. Mai 2014 im Internet Archive)  Info: Der Archivlink wurde automatisch eingesetzt und noch nicht geprüft. Bitte prüfe Original- und Archivlink gemäß Anleitung und entferne dann diesen Hinweis., in: Biotopkartierung des Landes Salzburg online.
8. ↑  vergl. Ortsplan St. Martin–Lungötz (Memento des Originals vom 9. Dezember 2013 im Internet Archive)  Info: Der Archivlink wurde automatisch eingesetzt und noch nicht geprüft. Bitte prüfe Original- und Archivlink gemäß Anleitung und entferne dann diesen Hinweis., stmartin.info (pdf)